# 아타리 TT030

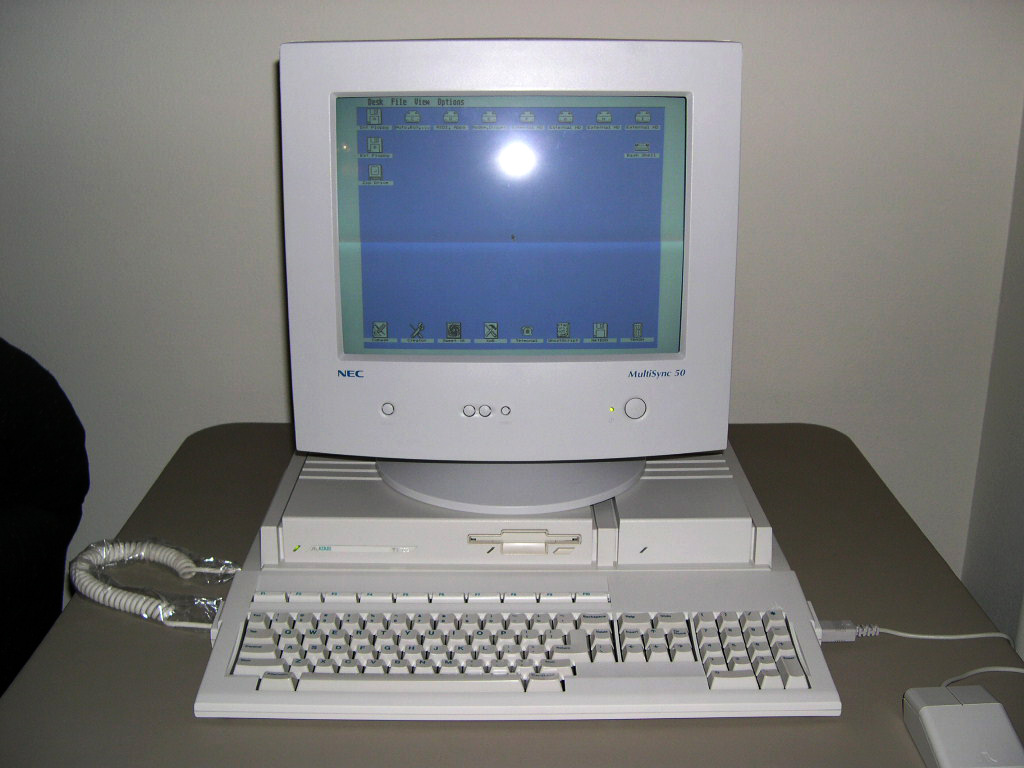

아타리 TT030(Atari TT030)은 1990년에 출시된 아타리 ST 제품군의 구성원이다. 원래는 고급 유닉스 워크스테이션으로 의도되었지만 아타리는 TT용 유닉스 SVR4 포트를 출시하는 데 2년이 걸렸다. 의도된 시장에서 심각하게 고려되고 있다.
1992년에 TT는 그래픽과 사운드 기능이 크게 향상되었지만 CPU 속도가 느리고 병목 현상이 심각한 저가형 소비자 지향 기계인 아타리 팰컨으로 대체되었다. 팰컨은 TT의 원시 CPU 성능의 일부만 보유한다. 워크스테이션 기계로서는 가격이 적당했지만 TT의 높은 가격으로 인해 TT가 단종되어 할인된 가격으로 판매될 때까지 기존 아타리 ST 시장에서 거의 접근할 수 없었다.
초기 오픈 소스 운동이 결국 공백을 메웠다. 개방형 하드웨어 문서 덕분에 아타리 TT는 아미가 및 아타리 팰컨과 함께 리눅스를 포팅한 최초의 비 인텔 컴퓨터였다. 하지만 이 작업은 아타리가 TT를 중단할 때까지 안정화되지 않았다. 1995년에는 NetBSD도 아타리 TT로 포팅되었다.